# 布克西耶尔欧谢讷
布克西耶尔欧谢讷（法語：Bouxières-aux-Chênes，法語發音：[buksjɛʁ o ʃɛn]）是法国默尔特-摩泽尔省的一个市镇，位于该省中南部，属于南锡区。

## 地理
布克西耶尔欧谢讷（48°46'19"N, 6°15'37"E）面积19.85 平方千米，位于法国大東部大區默尔特-摩泽尔省，该省份为法国东北部内陆省份，是洛林的一部分，北邻比利时、卢森堡，北起顺时针与摩泽尔省、下莱茵省、孚日省和默兹省接壤。
与布克西耶尔欧谢讷接壤的市镇（或旧市镇、城区）包括：阿芒斯、塞耶河畔贝、多马坦苏萨芒斯、厄尔蒙、福村、莱特尔苏萨芒斯、朗夫鲁瓦库尔、莱尔、蒙特努瓦。
布克西耶尔欧谢讷的时区为UTC+01:00、UTC+02:00（夏令时）。

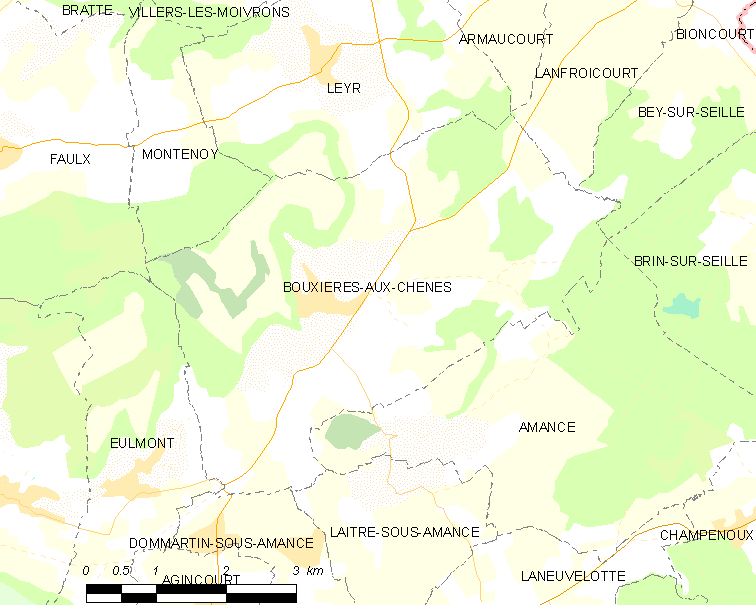
布克西耶尔欧谢讷的OSM定位图

## 行政
布克西耶尔欧谢讷的邮政编码为54770，INSEE市镇编码为54089。

## 政治
布克西耶尔欧谢讷所属的省级选区为格朗库罗内县。

## 人口

1962-2008年间布克西耶尔欧谢讷人口变化图示

布克西耶尔欧谢讷于2022年1月1日时的人口数量为1412人。